# Paul Philippe Cret

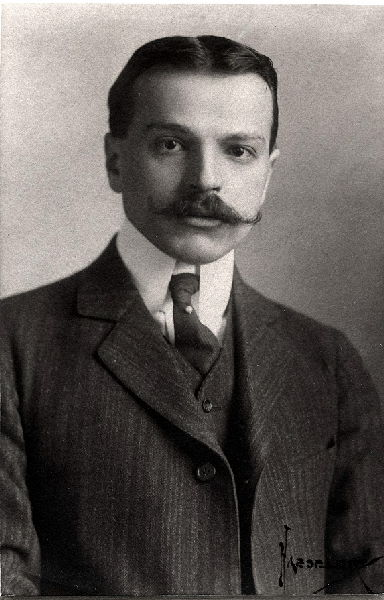
Paul Philippe Cret (1910)

Paul Philippe Cret (* 24. Oktober 1876 in Lyon; † 8. September 1945 in Philadelphia) war ein Architekt und Industriedesigner sowie Hochschullehrer. Er lehrte über 30 Jahre Architektur an der University of Pennsylvania.
Seine akademische Ausbildung erhielt er an der École nationale supérieure des beaux-arts in Paris. 1907 wanderte in die Vereinigten Staaten aus und lebte fortan in Philadelphia, jedoch weilte er bei Ausbruch des Ersten Weltkrieges zu Besuchszwecken in Frankreich. Da er noch nicht die amerikanische Staatsbürgerschaft hatte, wurde er als Soldat eingezogen.
Er konstruierte vor allem Bürogebäude, darunter herausragende Beispiele des reduzierten Klassizismus, arbeitete aber auch mit Ralph Modjeski und Frank M. Masters (Modjeski & Masters) beim Bau mehrerer Brücken zusammen.

## Konstruktionen
- 1908–10 – Organization-of-American-States-Hauptverwaltung, Washington, D.C. (mit Albert Kelsey)
- 1914–17 – National Memorial Arch, Valley Forge National Historical Park, Valley Forge, Pennsylvania
- 1916–17 – Indianapolis Central Library, Indianapolis, Indiana (mit Zantzinger, Borie and Medary)
- 1922–26 – Benjamin Franklin Bridge, Philadelphia – Camden, New Jersey
- 1923–25 – Barnes Foundation, Merion, Pennsylvania
- 1923–27 – Detroit Institute of Arts, Detroit, Michigan (mit Zantzinger, Borie and Medary)
- 1926–28 – Market Street Bridge, Harrisburg, Pennsylvania
- 1926–29 – Rodin Museum, Philadelphia (mit Jacques Gréber)
- 1928–29 – Tacony–Palmyra Bridge, Philadelphia – Tacony, New Jersey
- 1928–29 – George Rogers Clark Memorial Bridge, Louisville, Kentucky
- 1929 – Integrity Trust Company, Philadelphia
- 1929–32 – Folger Shakespeare Library, Washington, D.C.
- 1930 – Chateau-Thierry American Monument, Aisne, Frankreich
- 1930–32 – Henry Avenue Bridge über den Wissahickon Creek, Philadelphia
- 1931–32 – Connecticut Avenue Bridge over Klingle Valley, Washington, D.C.
- 1932 – Federal Reserve Bank of Philadelphia, 925 Chestnut St., Philadelphia
- 1932–33 Hershey Community Center Building, Hershey, Pennsylvania
- 1933 – United States Courthouse, Fort Worth, Texas (beratend)
- 1933–34 – Central Heating Plant, Washington, D.C.
- 1934–37 – Main Building, University of Texas
- 1934–38 – Tygart River Reservoir Dam nahe Grafton, West Virginia
- 1935 – Duke Ellington Bridge, Washington, D.C.
- 1935–37 – Marriner S. Eccles Federal Reserve Board Building, Washington, D.C.
- 1935–37 – Hipolito F. Garcia Federal Building and U.S. Courthouse, San Antonio, Texas
- 1936 – Dallas Fair Park, Texas Centennial Exposition Buildings bei der Texas Centennial Exposition, Dallas TX (beratend)
- 1936–39 – Texas Memorial Museum, Austin, Texas (beratend)
- 1937 – Flanders Field American Cemetery and Memorial, Waregem, Belgium (mit Jacques Gréber)
- 1938 – Eternal Light Peace Memorial, Gettysburg Battlefield, Gettysburg, Pennsylvania
- 1939–44 – National Naval Medical Center, Gebäude 1 und 17, Bethesda, Maryland (beratend)
- 1940  – 2601 Parkway, Philadelphia

## Mitgliedschaften
Cret war unter anderem Mitglied bei:
- American Academy of Arts and Letters (1936)[1]
- National Academy of Design, National Institute of Arts and Letter
- American Philosophical Society (1928)[2]
- Society of Beaux-Arts Architects
- T-Square Club
- American Institute of Architects
- French Benevolent Society[3]

## Auszeichnungen
- Croix de guerre[4]
- 1938 wurde ihm die Gold Medal of the American Institute of Architects verliehen.[5]